# Giovanni Luce
Giovanni Luce, da Eboli (Eboli, XVI secolo – XVI secolo), è stato un pittore italiano.

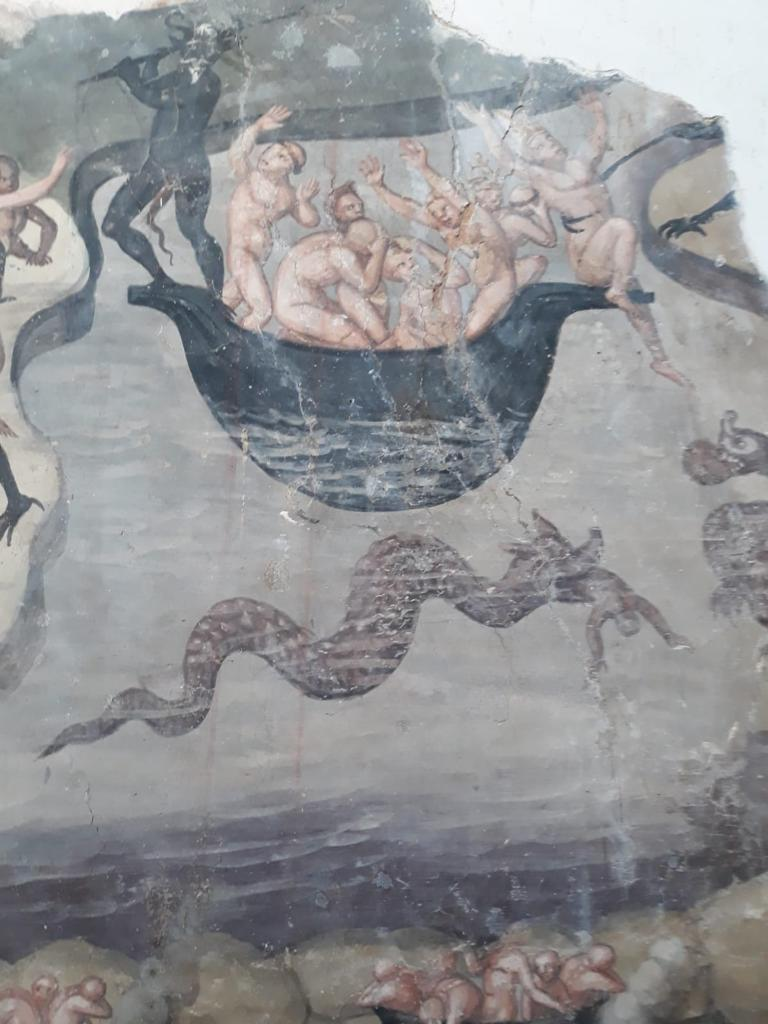
Giovanni Luce da Eboli: particolare dell'affresco raffigurante il giudizio universale, opera custodita nella chiesa Madre di San Giacomo Maggiore a Pietrapertosa.

Attivo nel Regno di Napoli nelle attuali province di Potenza e Salerno nella prima metà del Cinquecento, è stato un artista della scuola napoletana.

## Biografia
Allievo del pittore salernitano Andrea Sabatini, realizzò numerosi affreschi religiosi.

## Opere
- Serie di affreschi nel presbisterio della chiesa di San Francesco a Pietrapertosa[2]
- Serie di affreschi nella chiesa di Sant'Antonio a Cancellara[2]
- Serie di affreschi nel chiostro e nella chiesa del Santuario della Madonna di Avigliano a Campagna[3]
- Serie di affreschi nella cappella di San Vito a Castiglione del Genovesi.